# Ponte Akashi-Kaikyo
A Ponte Akashi-Kaikyo, localizada no estreito de Akashi (Japão) entre a cidade de Kobe e a ilha Awaji, faz parte de uma rede nacional de estradas que conectada as ilhas Honshu, Awaji e Shikoku com o objetivo de estimular o crescimento econômico e o intercâmbio cultural do oeste japonês. 
Além da fundamental importância para o desenvolvimento da ilha Awaji, o tamanho da ponte é outro fator que chama a atenção. Concluída em 1998 com 3911 m de comprimento total e 1991 m de vão central, a ponte Akashi-Kaikyo tornou-se a ponte com o maior vão do mundo, superando o recorde anterior, o vão central da Ponte Great Belt (Dinamarca) também inaugurada em 1998, em 367 m. Foi superada em 2022 pela Ponte Canakkale 1915, na Turquia.

## Curiosidades
- O vão central da Akashi-Kaikyo é 580 m maior que o da Ponte Humber (Inglaterra – 1981); 692 m maior que o da Ponte Verrazano-Narrows (EUA – 1964); e 710 m maior que o da Ponte Golden Gate (EUA – 1937); todas estas pontes bateram o recorde de vão na época de sua inauguração.

- A Akashi-Kaikyo conquistou três recordes: o de vão mais extenso, o de ponte mais alta e o de ponte mais cara (4,3 bilhões de dólares).

- Durante os dez anos de construção, nunca houve um acidente fatal na Akashi-Kaikyo.

- O comprimento total de fios de aço usados na ponte é de 300 000 km, quantidade suficiente para dar 7,5 voltas ao redor da Terra.